# 文禄通宝
文禄通宝（ぶんろくつうほう）は、日本の安土桃山時代に発行された貨幣。創鋳は1592年（文禄元年）。銀銭・銅銭の二種類がある。豊臣秀吉によって発行されたとされるが、時期的に豊臣秀次によって発行された可能性もあるが、流通期間が短い上豊臣家が大坂の陣で滅亡しているため、詳細は不明である。